# 1822 no jornalismo
Nesta página encontrará referências aos acontecimentos directamente relacionados com o jornalismo ocorridos durante o ano de 1822.

## Eventos
- 1 de dezembro — Término da publicação mensal em Londres, do jornal português "Correio Braziliense ou Armazém Literário, que foi publicado desde 1808.[1]
- dezembro — Fim da publicação do jornal "Gazeta do Rio de Janeiro" impresso no Brasil, tendo sido editado pela primeira vez em  1808.[2]

## Nascimentos
| Data         | Nome                   | Profissão             | Nacionalidade                              | Observações | Ref |
| ------------ | ---------------------- | --------------------- | ------------------------------------------ | ----------- | --- |
| 29 de agosto | Ângelo Tomás do Amaral | político e jornalista | Reino Unido de Portugal, Brasil e Algarves | m. 1901     |     |

## Mortes
| Data | Nome | Profissão | Nacionalidade | Observações | Ref |
| ---- | ---- | --------- | ------------- | ----------- | --- |